# Mont d'Arbois
Le mont d'Arbois est une montagne de France située en Haute-Savoie, dans le massif du Beaufortain dont elle forme le sommet le plus septentrional. La montagne constitue l'un des principaux secteurs du domaine skiable Évasion Mont-Blanc entre Megève, Demi-Quartier et Saint-Gervais-les-Bains grâce aux nombreuses pistes de ski et remontées mécaniques qui couvrent ses pentes.

## Toponymie
Le sommet de la montagne est constitué de deux bosses qui se sont toutes les deux appelées « mont d'Arbois ». L'oronyme a désigné tout d'abord la proéminence au nord-ouest, à l'extrémité de la crête descendant du mont Joly et qui culmine à 1 827 mètres d'altitude ; c'était encore le cas dans les années 1950. L'oronyme s'est ensuite déplacé sur le point culminant de la montagne, à 1 839 mètres d'altitude, au sud-est de la bosse à l'extrémité de la crête.

## Géographie

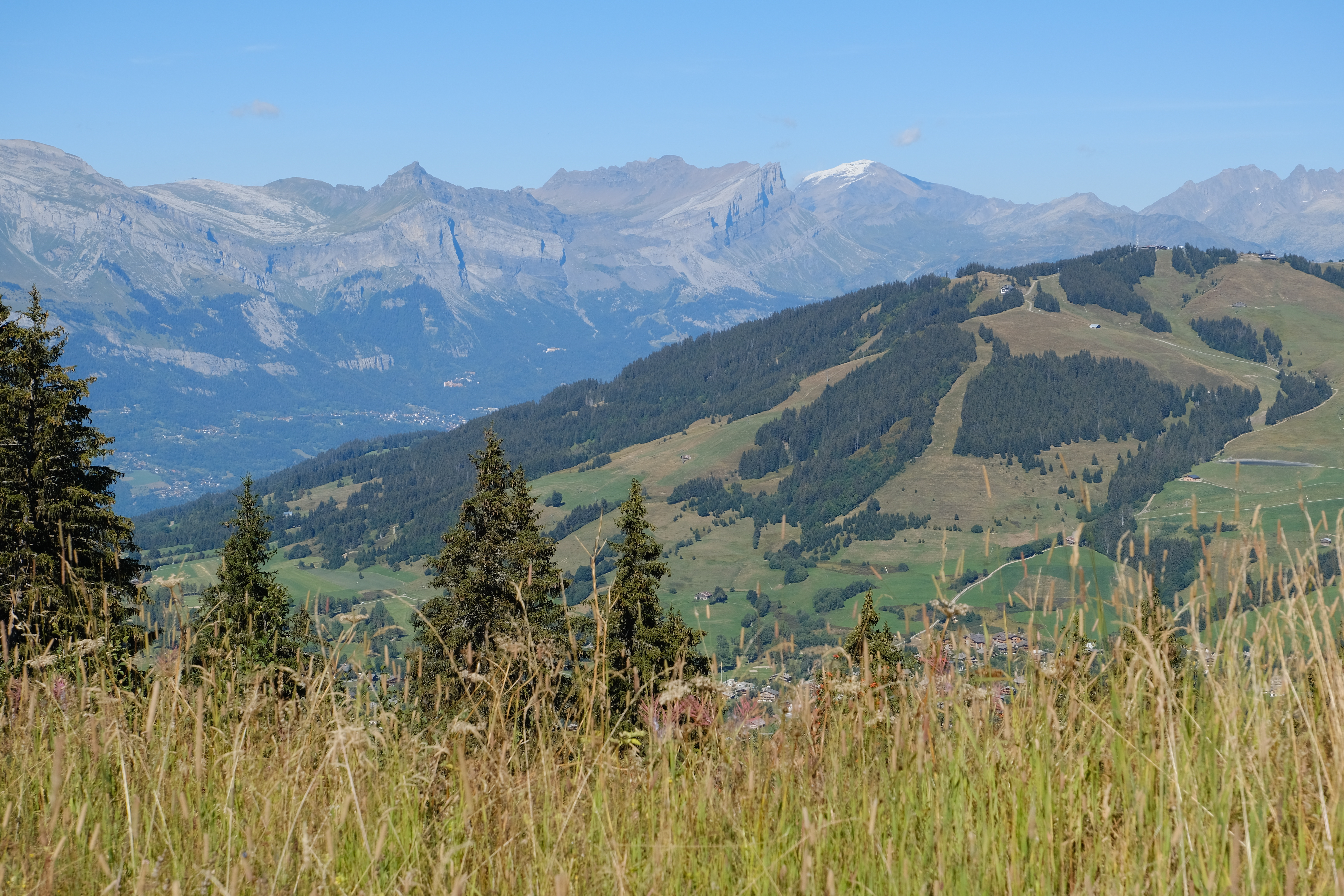
Vue depuis Rochebrune au sud-ouest du mont d'Arbois sur la droite avec le massif du Faucigny et le mont Buet enneigé au dernier plan.

Avec 1 839 mètres d'altitude, le mont d'Arbois forme une croupe peu escarpée qui domine la vallée de l'Arve au nord — notamment Sallanches, Combloux, Domancy, Passy ou encore Saint-Gervais-les-Bains —, le val d'Arly avec Megève à l'ouest et le val Montjoie à l'est. Si son adret ne domine que de 500 mètres la petite vallée du Clapet et du Planay, son ubac forme en revanche un versant dominant de près de 1 300 mètres la vallée de l'Arve. Le mont d'Arbois constitue l'extrémité septentrionale d'une crête dont le mont Joly, son point culminant, est accessible au sud-sud-est via le mont Joux, la Croix du Christ et le mont Géroux. La montagne est constituée de schistes argileux de l'Aalénien (Jurassique moyen) pour sa partie sommitale ainsi que du Toarcien et du Lias inférieur (Jurassique inférieur) pour sa partie inférieure et qui reposerait sur une couche de Carbonifère et de Trias au contact avec le socle cristallin, le tout déformé en un anticlinorium couché, le « synclinal du mont d'Arbois », formé par la compression et le cisaillement horizontal des terrains sédimentaires entre les rameaux externe et interne des Alpes,.
Ses pentes sont couvertes de pâturages et de forêts dans lesquels évoluent de nombreuses pistes de ski et remontées mécaniques du domaine skiable Évasion Mont-Blanc. Le sommet constitue ainsi le point d'arrivée des télécabines du Mont d'Arbois, de la Princesse et du Bettex-Mont d'Arbois, des télésièges Idéal Sport et du Mont d'Arbois ainsi que des téléskis Grand Vorasset, du Freddy et du Col tandis que ses pentes comportent également le télésiège des Monts Rossets et les téléskis Petit Vorasset, Petit Bois, Bosses, Pierre Plate, École, Bettex et Venaz. L'urbanisation des différentes vallées occupe les pentes de la montagne jusqu'à une altitude de 1 300 à 1 400 mètres en formant de nombreux hameaux.
Ses versants sont situés sur les territoires communaux de Megève au sud-ouest et à l'ouest, Demi-Quartier au nord-ouest, Combloux au nord et Saint-Gervais-les-Bains au nord-est, à l'est et au sud. Cependant, au-dessus de 1 600 à 1 700 mètres d'altitude, le sommet est intégralement situé sur le territoire communal de Saint-Gervais-les-Bains, incluant les extrémités amonts des télécabines de la Princesse et du Mont d'Arbois et du télésiège Idéal Sport qui se retrouvent alors dans une commune différente de leurs extrémités avals. Cette configuration qui n'est pas inédite dans les Alpes françaises — la situation est similaire entre Saint-Gervais-les-Bains et les Houches dans le secteur du Prarion et du col de Voza par exemple — constitue cependant un point de discorde dans la gestion du domaine skiable Évasion Mont-Blanc, sur fond de tensions historiques entre les mairies de Megève et Saint-Gervais-les-Bains,.

## Activités

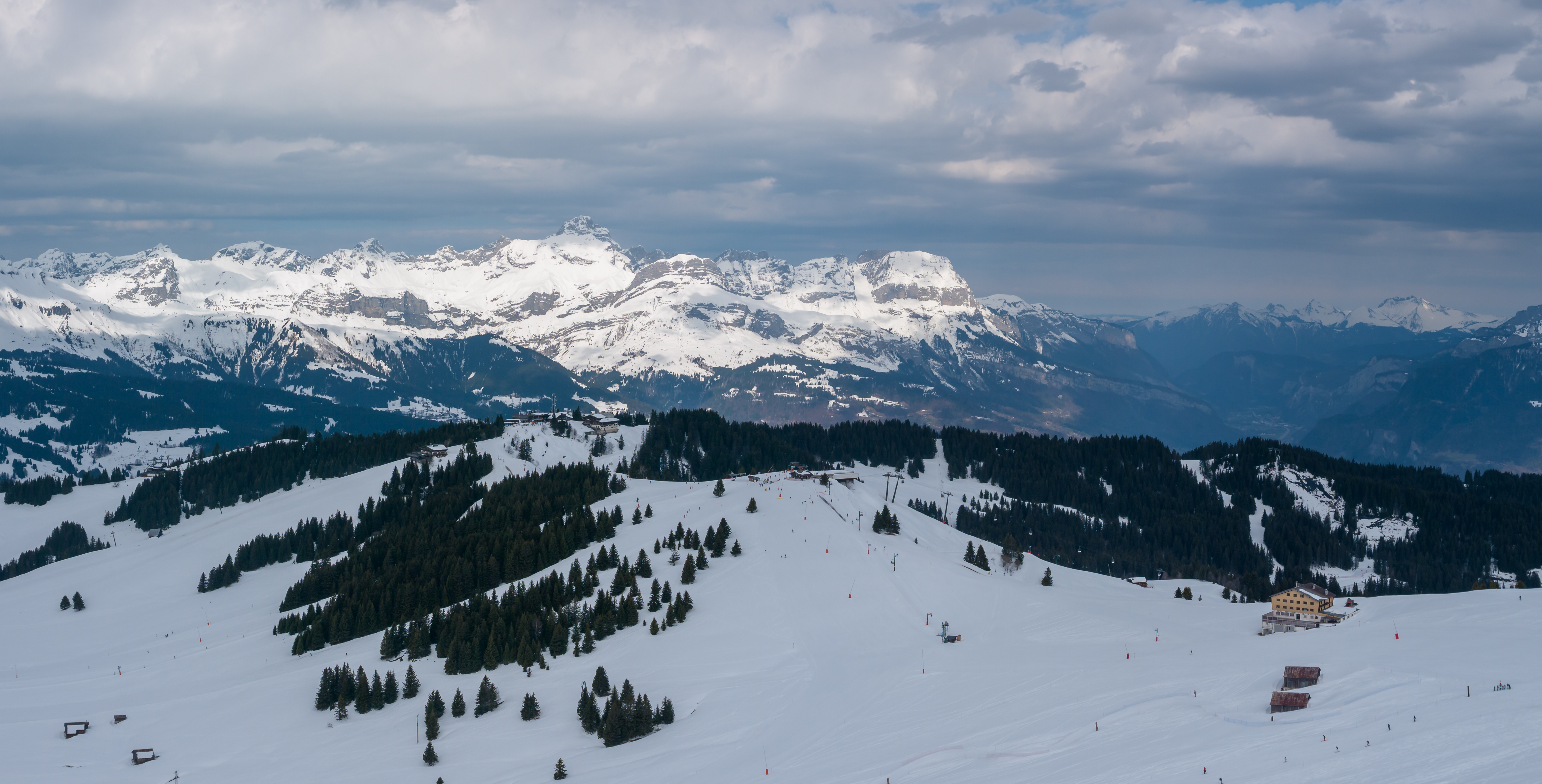
Vue hivernale du mont d'Arbois depuis le mont Joux au sud-est ; en arrière-plan la chaîne des Aravis.

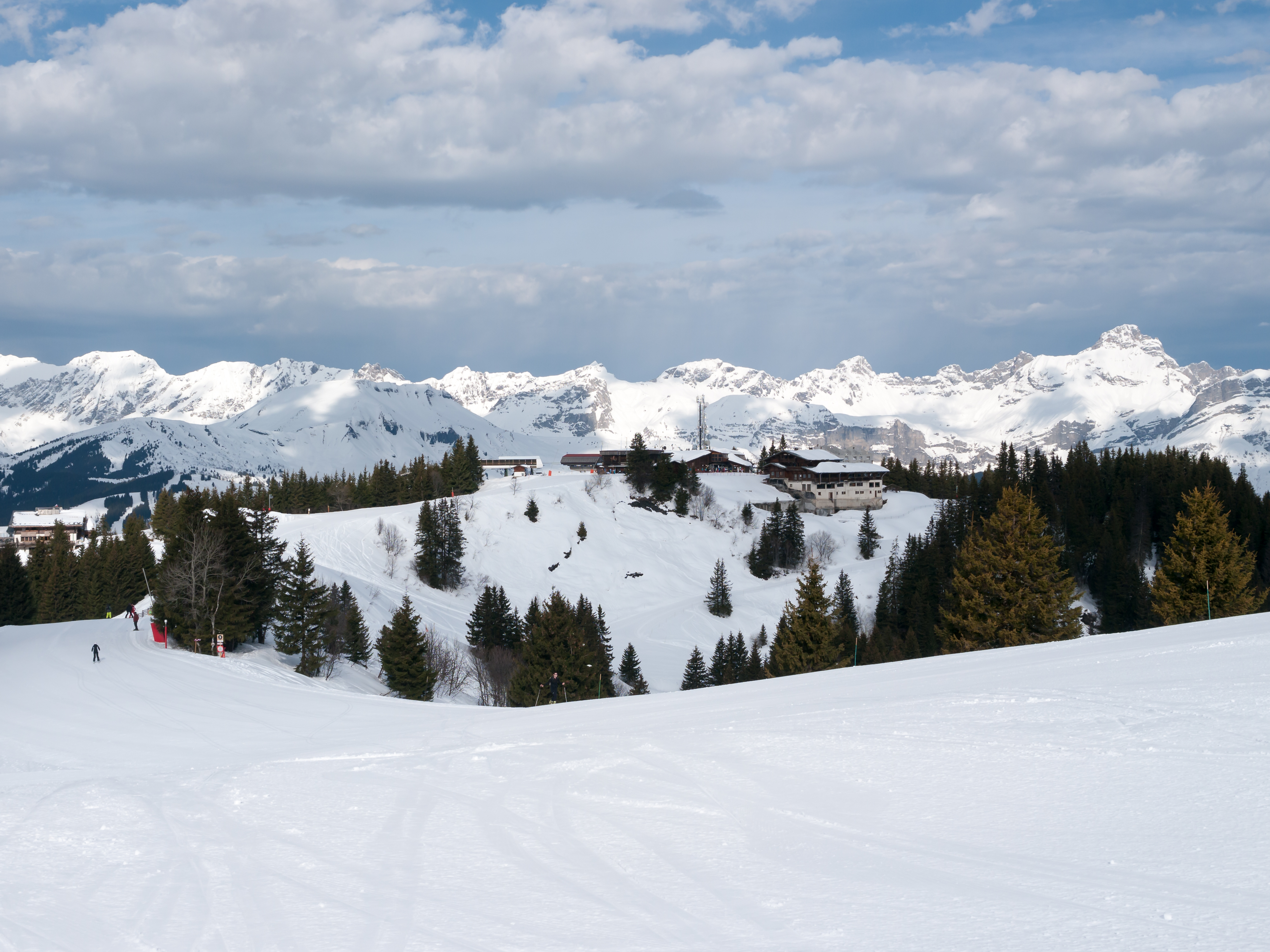
Le sommet du mont d'Arbois ; en arrière-plan la chaîne des Aravis.

Le mont d'Arbois accueille un émetteur de transmission radio FM pour une diffusion sur le pays du Mont-Blanc et le val d'Arly. C'est notamment l'un des émetteurs historiques de Radio Mont-Blanc (94,6 MHz). Six autres programmes sont diffusés depuis cette antenne : Nostalgie Mont-Blanc, La Radio Plus, RCF, Europe 2, RMC, et RTL.
Un observatoire astronomique géré par une association est implanté entre les deux sommets, à 1 800 mètres d'altitude.
Outre les remontées mécaniques et leurs pistes de ski associées qui couvrent dans toutes les directions les pentes de la montagne jusqu'à son sommet, le mont d'Arbois constitue également un lieu de randonnée avec la présence de nombreux sentiers et chemins dont une variante du GRP Tour du Pays du Mont-Blanc.